# Drigum Tsenpo
Drigum Tsenpo (chữ Tạng: གྲི་གུམ་བཙན་པོ་) là vị vua thứ 8 của triều đại Yarlung của người Tạng. Theo thần thoại Tạng, ông là vị vua đầu tiên đánh mất đi sự bất tử của mình khi ông làm chủ nhân của mình là Longam tức giận. Truyền thuyết kể rằng các vị vua Yarlung đã tới trái đất từ thiên đàng bởi một sợi dây thừng và họ được kéo ngược trở lại khi qua đời. Longam đã cắt đứt sợi dây của Drigum Tsenpo, do đó ông trở thành vị vua Tạng đầu tiên được chôn cất tại trái đất.
Có một tiểu sử chi tiết, mang nhiều tính thần thoại, về cuộc đời của ông trong Biên niên sử Tạng cổ .